# Aldea-iglesia de Gammelstad
La   Aldea-iglesia de Gammelstad en Luleå, un pueblo sueco de 4892 habitantes situado en el interior del Golfo de Botnia. Es el ejemplo mejor preservado de un único tipo de asentamiento antes muy extendido por el norte de Escandinavia, la ciudad-iglesia. Sus 424 casas de madera están construidas en torno a la iglesia construida en piedra, al principio del siglo XV. La  iglesia no era utilizada más que los días de culto y las fiestas religiosas por los fieles llegados de los campos circundantes. El alejamiento y las difíciles condiciones naturales impedían volver a los freligreses a sus casas, y por lo tanto éstos las colocaban junto a la iglesia. En otros lugares, por ejemplo en Petäjävesi en Finlandia, la iglesia estaba rodeada de agua, y un barco (o un trineo en caso de helada) hacía el recorrido por  la región para ir a buscar a los fieles. La aldea-iglesia de Gammelstad se inscribió en la lista del Patrimonio de la Humanidad de la Unesco en 1996.

## Galería de imágenes

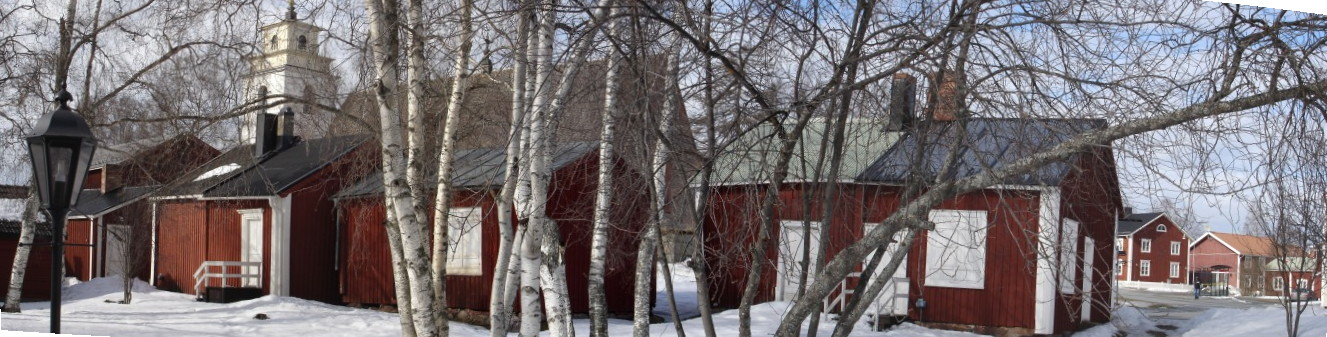
Gamelstaden.
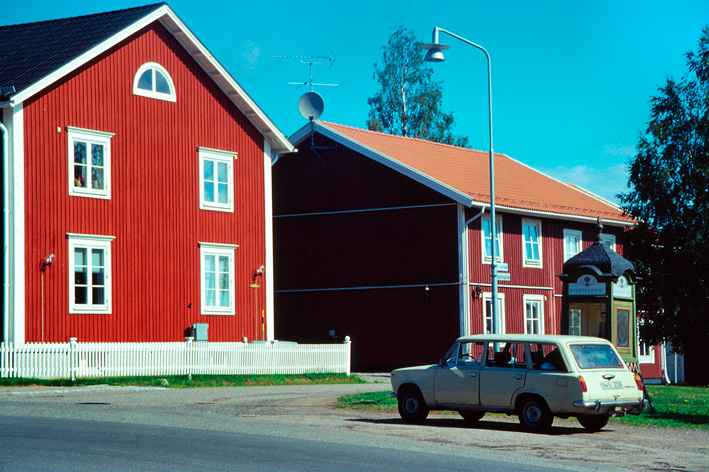
Gammelstad cerca de Luleå (Suecia).
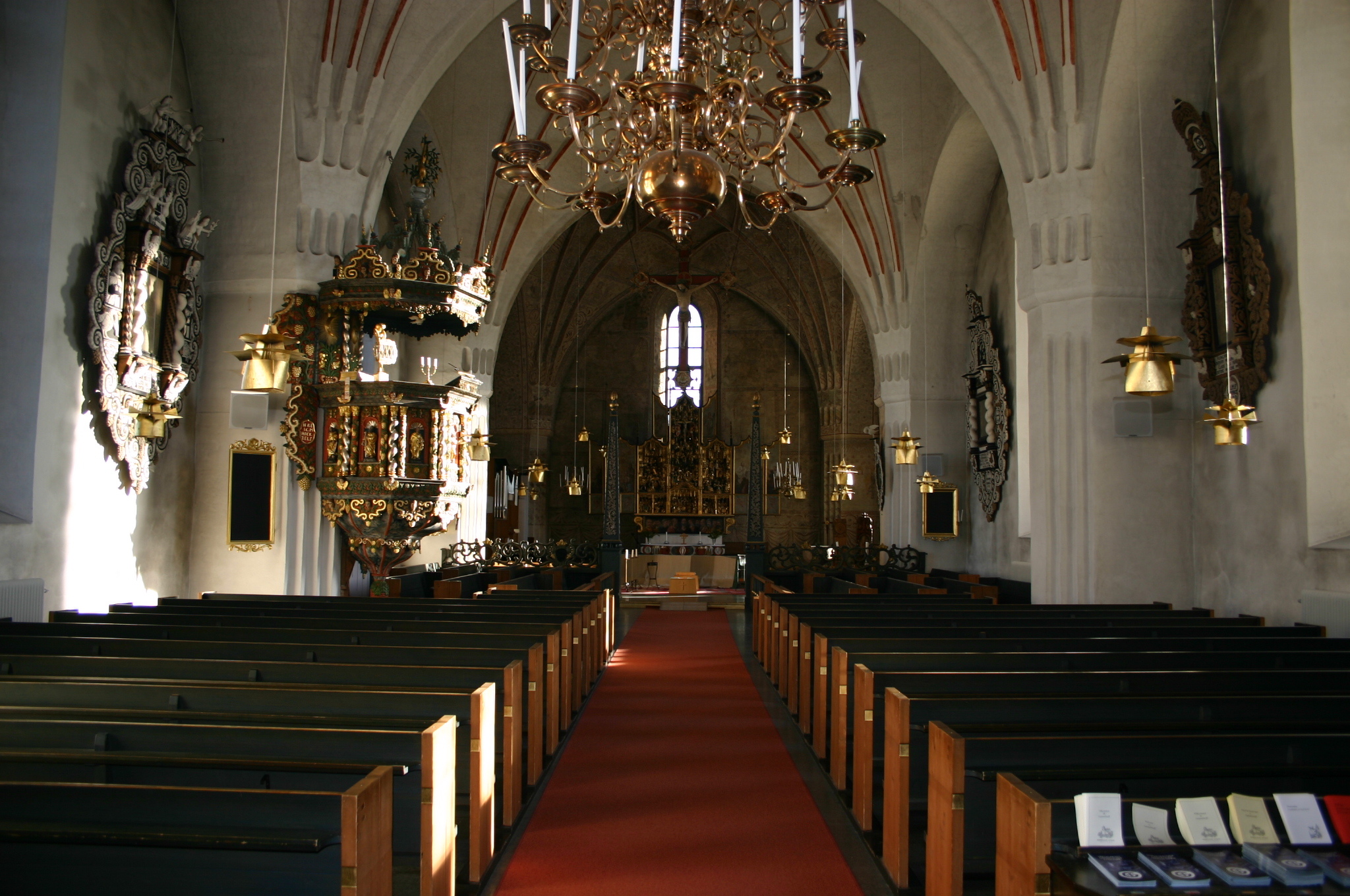
Interior de la iglesia de Gammelstad.
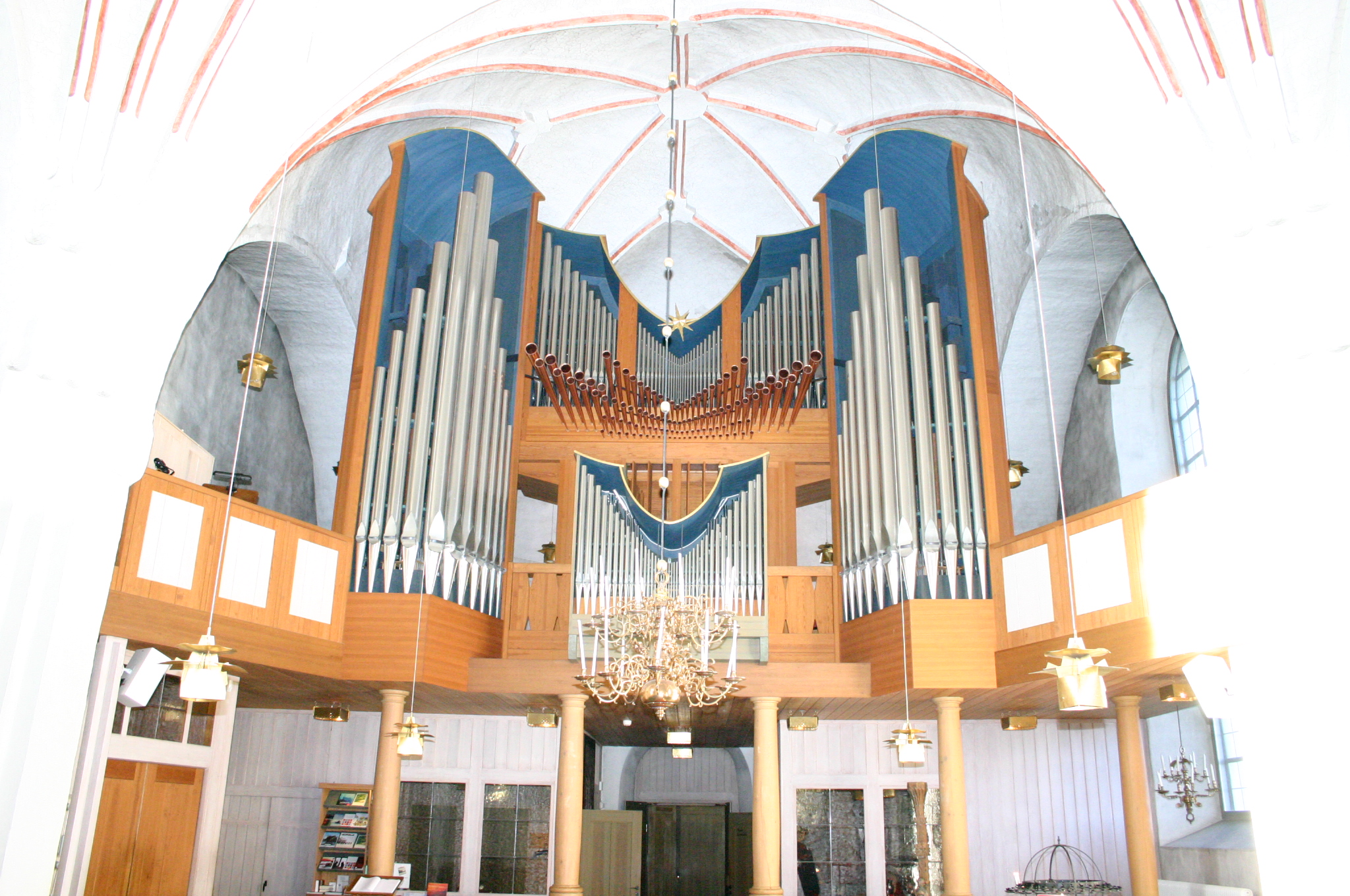
Órgano de la iglesia de Gammelstad.